# Belle Grove Plantation
La Piantagione di Belle Grove, o Belle Grove Plantation in lingua inglese, fu una piantagione di zucchero e la relativa casa padronale realizzata in stile italianeggiante e neogreco, situati vicino a White Castle, in Louisiana. Al momento del completamento, nel 1857, fu una delle più grandi dimore mai costruite negli Stati Uniti Meridionali, superando quella vicina di Nottoway, che è spesso citata come il più grande edificio di piantagione antecedente alla Guerra di Secessione rimasto negli Stati del Sud. 
La struttura in muratura era alta 19 m, larga 37 m, e profonda 36 m. Il palazzo contava 75 stanze (inclusa una cella di prigione), disposte su quattro piani.
Dopo decenni lasciato in uno stato di abbandono ed incuria, l’edificio fu distrutto durante un incendio nel marzo 1952.